# Rest and Recreation

Rest and Recreation (en français : repos et détente) est une expression anglophone qui désigne le congé de courte durée pris par les militaires des forces armées des États-Unis affectés hors de leur pays. La prostitution joue un rôle central dans les zones « repos et détente » des soldats. Elle favorise la traite des êtres humains. Institutionnalisée dès la Seconde Guerre mondiale, la prostitution liée au « Rest and recreation » subsiste jusqu'au début du XXIe siècle. Le sociologue Richard Poulin parle de « «crimes sexuels de masse, érigés en système par la prostitution militaire» ».
Rest and Recreation est souvent contracté dans l'abréviation R&R. L'expression peut se traduire aussi par « repos et relaxation, », « repos et loisirs » ou « repos et récréation. »

## Zones R&R
Les guerres de Corée, du Viêt Nam et d'Irak ont entraîné l'établissement de zones de repos et récréation. Tous les militaires américains servant pendant la guerre du Viêt Nam avaient droit à un R&R, compte tenu de la longue période de service à laquelle ils étaient astreints : 13 mois pour les marines et 12 mois pour les soldats, marins et aviateurs. La durée du R&R était de cinq jours de congé vers des zones R&R telles que Bangkok, Hong Kong, Kuala Lampur, Penang, Manille, Séoul, Singapour, Taipei et Tokyo. En raison d'une distance plus longue à parcourir, un congé de sept jours était accordé pour les destinations R&R Hawaï et Sydney. Les GI célibataires s'orientaient surtout vers Bangkok ; les GI mariés qui passaient des vacances avec leur compagne, davantage vers Hawaï.
Les militaires et les civils du département américain de la Défense en service pour une durée de 12 mois en Irak et en Jordanie dans le cadre de la guerre d'Irak (en 2003-2011) et en Afghanistan dans le cadre de l'Opération Enduring Freedom (2001-2014) ont bénéficié d'un programme de congé de "repos et de récupération". Selon le sociologue Richard Poulin, qui écrit en 2006, « l’utilisation d’installations récréatives du type Rest and Recreation fait encore partie des politiques du Pentagone. Immédiatement après la première guerre contre l’Irak, les troupes américaines victorieuses ont été envoyées en Thaïlande pour y prendre du « bon temps »».

## Recours à la prostitution
Le Japon après sa reddition inconditionnelle à la fin de la Seconde Guerre mondiale en 1945 et la Corée du Sud dans les années 1950 ont vu l'institution effective de « camptowns» (villes-camps) peuplées de soldats américains autour des bases militaires américaines, où les bordels étaient autorisés à opérer sans entraves. Durant la guerre du Viêt Nam, les soldats américains ont été envoyés se « reposer » en Thaïlande et aux Philippines.

### Corée du Sud
En 1954, les États-Unis et la Corée du Sud ayant conclu un traité de défense mutuelle ont instauré d'un commun accord des bases militaires pour les troupes américaines et des zones de R&R pour les soldats américains. Les prostituées y étaient contraintes d'avoir des rapports sexuels avec 29 soldats quotidiennement. Le tarif pour un rapport sexuel était dans les années 1960 de 2 $. Dans les années 1980, le prix pour la passe était de 10 $. Le tenancier du bordel prenait 80 % de la somme et la prostituée 20 %.
La guerre de Corée (1950-1953) et la misère accrue qui s'est ensuivie ont favorisé l'essor de la prostitution. Les très nombreuses orphelines et veuves tombées dans la pauvreté étaient particulièrement vulnérables ; le gouvernement les attirait dans les bordels en leur promettant un emploi gouvernemental et un bon salaire ; l'emploi se révélait être celui de « prostituée pour les GI ».
Au milieu des années 1990, les 43 000 militaires des forces des Etats-Unis stationnées en Corée avaient recours aux services de 18 000 personnes prostituées enregistrées et de 9 000 non enregistrées. En 2000, 8 500 Philippines et Russes ont été déportées pour être prostituées dans les bordels américains en Corée du sud.
La prostitution produisant des bénéfices économiques considérables, le gouvernement coréen a favorisé le développement du tourisme sexuel pris au sens large. Le nombre de touristes japonais a été multiplié par 6 en quelques années, passant de 96 531 en 1971, à 649 707 en 1979, dont 85 % d'hommes seuls.

### Thaïlande
Durant la guerre du Viêt Nam (1955-1975), en 1967, les États-Unis ont signé un accord avec la Thaïlande, instaurant dans le pays des zones « de repos et de loisir » pour les soldats américains. Un prêt de 4 millions de dollars américains a été accordé par la Chase Manhattan Bank pour financer la mise en place de zones de Rest and Recreation. Entre 1962 et 1975, environ 70 000 militaires américains ont eu recours aux services des prostituées thaïlandaises.
L'augmentation du nombre de prostituées en Thaïlande a suivi une courbe exponentielle. En 1957, elles étaient 20 000 ; en 1964, sept bases militaires des forces américaines ayant été établies en Thaïlande, les prostituées étaient au nombre de 400 000. La Banque mondiale a incité la Thaïlande, durant la guerre du Vietnam, à favoriser l'expansion du tourisme pour assurer une plus grande croissance économique. La prostitution s'est alors transformée en « industrie de masse » : le nombre de personnes prostituées a atteint les deux millions en 1993, une sur trois étant mineure. La dépendance économique du pays à l'égard de la prostitution est devenue très importante.
Pendant la guerre du Vietnam, officiellement, le département de la Défense des États-Unis était opposé au recours à la prostitution. En réalité, l'armée américaine s'est appuyée sur la prostitution dans un contexte où de nombreux soldats souffraient de traumatismes provoqués par les opérations militaires. Les femmes travaillaient dans des bars, des discothèques, des salons de massage et des bains publics dans diverses zones R&R en Asie où résidaient les militaires américains,.
Pattaya en Thaïlande était un village de pêcheurs jusqu'aux années 1960, lorsque des milliers de soldats américains du Vietnam s'y sont installés dans le cadre du R&R, ce qui a conduit à la création de l'un des plus grands lieux de prostitution du monde. Le cœur de son économie reste le tourisme sexuel.

### Philippines
Les troupes américaines ont quitté les Philippines en 1992 ; jusqu'à cette date le pays accueillait une des plus importantes zones R&R d’Asie.
Le nombre de prostituées officiellement enregistrées était de 6 000, auxquelles s'ajoutaient 49 000 prostituées non enregistrées toutes au service des soldats américains. Des relations entre ces soldats et les prostituées sont nés de nombreux enfants, dont 50 000 ont été abandonnés aux Philippines en 1992 quand les GI sont rentrés chez eux.

## Conséquences
Le recours massif à la prostitution militaire a permis le développement d'infrastructures qui ont servi ensuite au tourisme sexuel. En effet, la disponibilité de certains « services » finit par attirer des clients locaux, dont le nombre connaît une progression importante.
Selon certains stéréotypes, il y aurait « une culture de prostitution » en Corée du Sud, en Thaïlande et aux Philippines. En réalité, explique le sociologue Richard Poulin, la dite « culture de prostitution » est le produit de stratégies économiques encouragées par des organisations internationales comme la Banque mondiale et le Fonds monétaire international. En Corée du Sud, en Thaïlande et aux Philippines, ces politiques qui mettent l'accent sur le divertissement ont provoqué un fort développement des industries du sexe.

## Histoire de la prostitution militaire
Le recours à la prostitution de la part de l'armée américaine se situe dans le prolongement d'une histoire militaire et coloniale. L'armée française tenait des bordels militaires de campagne (BMC) ; la prostitution coloniale était institutionnalisée sous son égide, dès les années 1840 en Algérie.
Entre 1932 et 1945, les militaires japonais, en guerre contre d'autres pays asiatiques puis contre les Etats-Unis, ont organisé des « bordels de réconfort » dans les territoires occupés.
Pendant la Seconde Guerre mondiale, les Allemands ont tenu ce qu'ils appelaient des « établissements sanitaires ».
L'organisation de la prostitution par les institutions militaires supposait une planification de la traite de femmes et d'enfants.
En 2006, le fait pour un membre du service du ministère de la Défense américain d'embaucher une prostituée est devenu un crime, et ce n'importe où dans le monde. Les contrevenants s'exposent à un an de prison, la privation du salaire et une exclusion de l'armée (dishonorable discharge (en)). Ce changement a été critiqué par certains en Europe, où la prostitution est légale et réglementée dans certains pays.

## Articles connexes

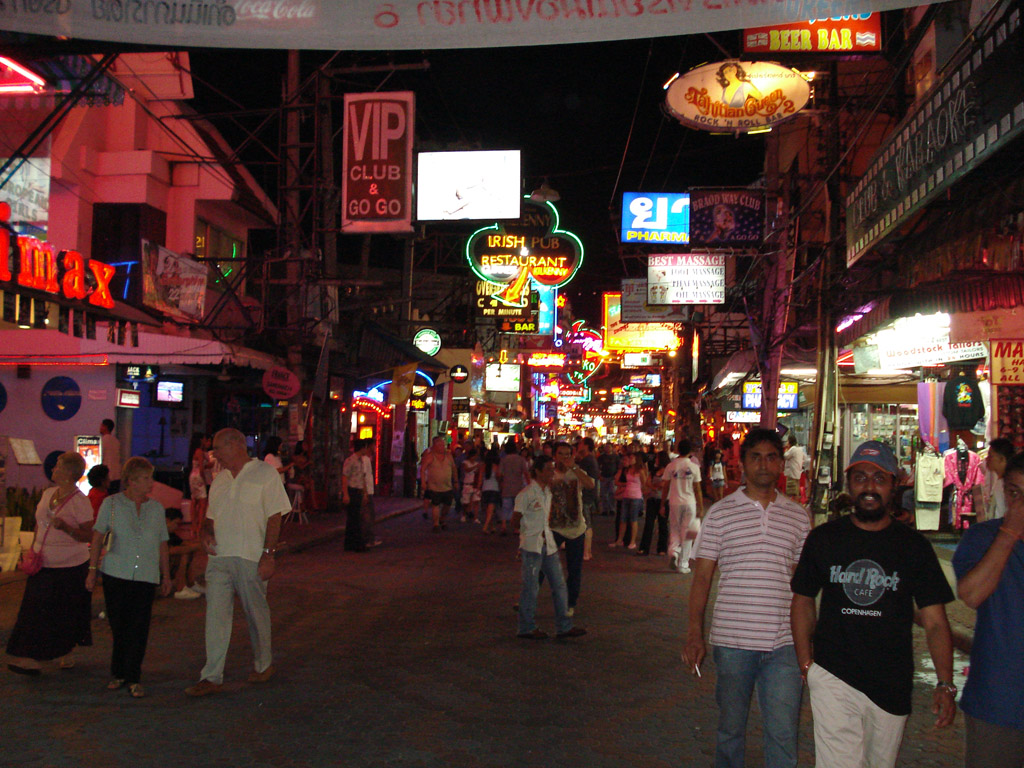
En 2008, une rue de Pattaya, village de pêcheurs devenu une zone de Rest and Recreation.
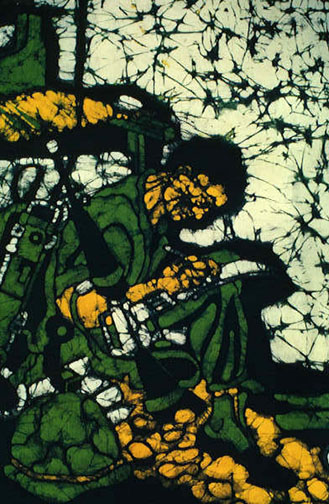
Lettre à la maison par Stephen H. Randall, Artistes de combat du Vietnam de l'armée américaine, 1968.
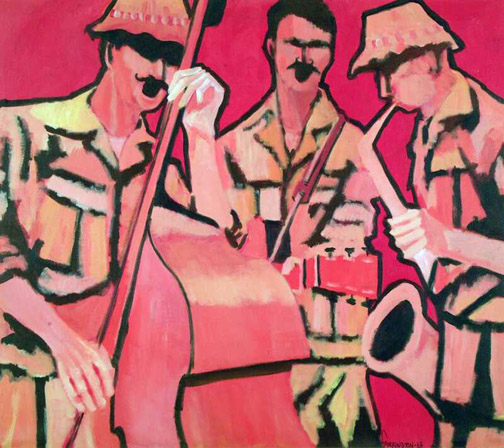
Time Out de David N. Fairrington, US Army Vietnam Combat Artists (1968) (soldats se relaxant au Vietnam).